# Aitor López Rekarte
Aitor López Rekarte (Arrasate, 18 de setembre de 1975) és un exfutbolista basc, que jugava en la posició de lateral.
La seva carrera transcorregué a la Reial Societat, la UD Almería i la SD Eibar. Fou un cop internacional amb la selecció espanyola. És germà del també futbolista Luis María López Rekarte.